# Storia di Dalmine
La storia di Dalmine ha inizio, con ogni probabilità, durante il periodo romano.

## Epoca romana
Le prime notizie di insediamenti nel territorio di Dalmine risalgono al periodo romano. In particolare, il ritrovamento nel quartiere di Sforzatica d'Oleno dei resti di una costruzione sacra, di un'ara sepolcrale e di epigrafi, fa supporre la presenza di un borgo romano di una certa importanza. Nel podere Cimaripa del quartiere Mariano, venne rinvenuto un corredo tombale tardo-gallico, che faceva parte di un complesso più numeroso, distrutto nel corso di lavori agricoli alla fine dell'Ottocento, reperti databili alla prima metà del I secolo a.C.. In epoca romana il territorio di Dalmine era attraversato da un'importante strada romana, la via Gallica.

## Medioevo
In epoca medioevale troviamo memoria di queste terre in numerosi documenti. I due villaggi di Sforzatica e di Oleno sono menzionati in documenti dell'879 (vicus Sportiadica) e del 909 (Aulene). Allo stesso anno risale la prima citazione di Mariano (Marelianus, 909), che insieme a Guzzanica (Jusianica, 970), era una delle 15 terre bergamasche fortificate con un “castello” prima dell'anno mille. Di Sabbio (Sabie) si parla per la prima volta nel 954. Dalmine (Almene) invece appare in documenti del 975.
La chiesa di Santa Maria d'Oleno dipendeva da Bergamo (pieve di Lallio). Le tre chiese di Sant'Andrea, San Lorenzo e San Michele dal XII secolo appartenevano alla pieve di Pontirolo vecchio (poi Canonica d'Adda) e facevano parte della diocesi di Milano.
Negli statuti di Bergamo del 1263 i cinque abitati di Dalmine, Guzzanica, Mariano, Sabbio e Sforzatica sono nominati come comuni a sé stanti ed ognuno dotato di un suo sistema difensivo. La popolazione di Oleno, al tempo del secondo incastellamento, abbandonò il villaggio per rifugiarsi nella vicina e più protetta Sforzatica.
Nella descrizione dei confini comunali del 1392, il territorio di Dalmine, corrispondente al centro abitato e al suolo occupato dall'azienda omonima, appariva come una grande proprietà di Giovanni di Baldino Suardi, il più importante dei capi della fazione ghibellina di Bergamo. Tra il XIII ed il XV secolo la famiglia cittadina Brembati, guelfa, aveva provveduto ad acquisire numerosi terreni in Mariano. Tra la fine del Duecento e l'inizio del Quattrocento gli scontri per il dominio della città di Bergamo tra le fazioni ghibellina e guelfa si trasferirono nel contado, interessando più volte Sforzatica, Dalmine e Mariano.

### Giovanni Suardi e Bernarda Visconti
Giovanni Suardi di Baldino, fedele alleato del Duca di Milano Bernabò Visconti, il 14 gennaio 1367 ebbe in sposa una delle sue figlie illegittime, Bernarda, 14 anni, che gli portò in dote 7000 zecchini d'oro. Ma il 17 gennaio 1376, festa di sant'Antonio, la giovane moglie Bernarda che si trovava a Milano nella rocchetta di Porta Romana, fu trovata a letto con il giovane Antonio Zotta, famoso cavaliere per la sua bravura nelle giostre. Il padre, Bernabò Visconti, informato, fece impiccare il giovane e incarcerare la figlia che morì di stenti il 4 ottobre dello stesso anno. A causa di voci che ritenevano che Bernarda fosse ancora vivente e vivesse a Pisa e Bologna, il padre fece aprire la tomba e ne constatò l'avvenuta morte e sepoltura.
Alla morte di Giovanni nel 1402, nella presunta assenza di eredi, il 14 gennaio 1407 nel sedime di Dalmine dove il Suardi teneva riunioni, due suoi cugini tentarono con una falsa Bernarda Visconti di entrare in possesso dei numerosi beni di Dalmine, Sforzatica e Colognola facendo rogare un atto notarile in cui Bernarda cedeva i beni del marito a questi due cugini.
Su richiesta della famiglia di Giovanni Malabarba che aveva sposato Lucia, figlia di secondo letto di Giovanni Suardi, si tenne a Milano un processo tra il 1424 e il 1426 per smascherare la truffa e acquisirne le proprietà. Nel 1430 il Malabarba vendette le proprietà ad altri cugini Suardi.

## Sotto il dominio di San Marco
Nel 1428 la Repubblica veneta aveva conquistato Bergamo, ma negli anni successivi i Suardi finanziarono la guerriglia nel tentativo di riportare la città sotto il controllo del Duca di Milano. Così nel 1441 i nuovi governanti tolsero alla famiglia le proprietà che erano state di Giovanni Suardi in quanto nemica di Venezia e fecero dono dei terreni e dell'abitato di Dalmine, per il valore di 3000 ducati, al capitano Antonio Amadei detto Scaramuzza da Forlì. Alla morte di costui e di suo figlio, la vedova Cecilia Rizzi, sposatasi con Roberto da Thiene, se ne impossessò, trovando un accordo con i Canonici Lateranensi di Cremona destinati come eredi nel testamento di Scaramuzza.
I canonici lateranensi di Santo Spirito in Bergamo il 19 ottobre 1498 acquistarono questi possedimenti dalminesi dalla famiglia vicentina da Thiene per 5000 ducati d'oro.
Nel 1567 san Carlo Borromeo, per affermare la sua autorità in questa parte della diocesi, istituì la Vicaria di Sforzatica, a cui furono assoggettate le 17 parrocchie bergamasche dipendenti da Milano. Nel 1599 furono riunite sotto la nuova pieve di Verdello. Dal 1787 le parrocchie milanesi passarono tutte alla diocesi di Bergamo.
Nel corso del XVIII secolo vennero costruite tre nuove chiese (S. Andrea e S. Michele, consacrate nel 1754, e S. Lorenzo, nel 1832), mentre quella di S. Maria d'Oleno venne ampliata e decorata. L'abbellimento di queste chiese vide la presenza in loco di importanti artisti come il Quaglio della Val d'intelvi, i Camuzio da Lugano, i fratelli Galliari da Biella. In questo secolo furono attivi due importanti scultori: Pietro Paolo Pirovano (1665-1738), originario di Viganò Brianza, ma residente a Sforzatica dalla fine del Seicento, e il figlio Antonio Maria Pirovano (1704-1770), che fu considerato insieme a Giovanni Sanz uno dei più importanti scultori bergamaschi dell'epoca.
Alla fine del Settecento subentrarono nuovi proprietari terrieri. Le terre di Dalmine furono sequestrate ai Canonici Lateranensi dalla Repubblica di Venezia, che le vendette all'asta ai Conti Camozzi. Illustre fu Gabriele, grande patriota del Risorgimento italiano. Nelle proprietà dei Casotti o Cassotti subentrarono i Dall'Ovo. Nella loro villa si segnala la sala dove è affrescata l'epopea dei Garibaldini. Qui 200 camicie rosse giurarono fedeltà a Garibaldi. A Brembo nel 1840 i fratelli Pesenti comprarono terreni e realizzarono una loro villa con annesso oratorio.

## Il Novecento
Il conte Gualtiero Danieli, esperto in diritto commerciale internazionale e deputato al regio Parlamento, sposato con la figlia di Gabriele Camozzi, nel 1907 convinse la tedesca Mannesmann ad insediarsi a Dalmine, vendendo loro i terreni e aiutandoli nel realizzare le infrastrutture necessarie: ferrovia di collegamento, albergo e altro. Il territorio fu luogo della posa della prima pietra il 31 marzo 1908 dello stabilimento della società Società Tubi Mannesmann che diventerà poi l'industria siderurgica Dalmine.

### Lo sciopero del marzo 1919 e Mussolini a Dalmine
Il 20 febbraio 1919 la Federazione degli industriali metallurgici e la FIOM siglavano un accordo per il riconoscimento delle otto ore di lavoro giornaliere negli stabilimenti siderurgici non oltre il 1º luglio successivo, con la riduzione da 72 a 48 ore settimanali. Ma il sindacato operai che raccoglieva i maggiori consensi all'interno della stabilimento era la UIL (l'Unione Italiana del lavoro, di ispirazione sindacalnazionalista, chiusa nel 1925) che già a dicembre 1918 aveva ottenuto dall'azienda un'indennità caroviveri di £ 10 a persona a favore dell'operaio con famiglia di più di 3 membri; la costituzione di una cooperativa di consumo, avviata a metà febbraio '19 e la cassa mutua. Domenica 23 febbraio 1919 la UIL organizzò presso l'asilo di Sforzatica un'assemblea di operai in cui il segretario Nosengo diede lettura di un memoriale da presentare all'azienda. Si giunse così al pomeriggio di venerdì 14 marzo quando la Uil inviò un ultimatum all'azienda. Solo sabato 15 marzo l’azienda manifestò la sua disponibilità ad anticipare al lunedì successivo l'avvio delle otto ore invece che aspettare il 1º luglio. Di fronte al rifiuto di discutere l'intero memoriale, sabato 15 marzo la Uil fece entrare in servizio le squadre di vigilanza operai e al suono della sirena delle ore 18.00 diede avvio allo “sciopero lavorativo”, seguito poco dopo dall'innalzamento della bandiera italiana e da un comizio di spiegazione e di organizzazione del lavoro. Durante la notte e nelle due giornate successive si susseguirono gli incontri con la direzione e con il Prefetto per trovare una soluzione.
Lunedì 17, alle ore 22, un Commissario di Pubblica Sicurezza, con 800 uomini di truppa (soldati di fanteria e artiglieria) e con rinforzo dei carabinieri, diede l’ordine di iniziare lo sgombero della fabbrica e l'arresto dei capi. Il mattino dopo fu organizzato un corteo per raggiungere Bergamo e chiedere la liberazione degli arrestati e la solidarietà delle altre fabbriche. La manifestazione si concluse a Grumello al piano dove gli scarcerati incontrarono i manifestanti.
Nelle cronache di quei giorni l'evento fu descritto come un "tentativo bolscevico" (L'Eco di Bergamo, 18 marzo 1919) e il giornale socialista Avanti! (17 marzo 1919), pur definendolo “un nuovo metodo di lotta”, di fatto non usò la parola occupazione: “Non è dunque uno sciopero, non è dunque una serrata”.
Per sottolineare l'importanza storica del fatto, il 20 marzo 1919 venne a Dalmine per la prima volta Benito Mussolini, direttore de Il Popolo d'Italia. L'episodio venne esaltato per rimarcarne le fondamenta della politica sociale del fascismo, che voleva basarsi sull'alleanza tra capitale e lavoro, tra impresa e lavoratori. Mussolini tornò a Dalmine una seconda volta nel 1924, quando era già capo del governo.

### Dalmine e il fascismo
Il 3 marzo 1920 l'azienda, diventata italiana durante la prima guerra mondiale, cambiò la sua denominazione in "Dalmine s. a.", prendendo il nome dal territorio in cui era collocata. Sotto la guida dell'Amministratore Delegato ing. Mario Garbagni si ebbe una forte crescita dell'azienda riducendo i costi, aumentando la produzione e il fatturato e il numero degli occupati (1920: 2696 dipendenti; 1929: 3124). In tale contesto di sviluppo, l’azienda mise a punto un piano di fabbricazione aziendale che aveva le caratteristiche di un vero e proprio piano urbanistico, ma solo per quella parte di territorio che era destinato a diventare il centro cittadino del nuovo comune. Diede così avvio a una serie di costruzioni e di iniziative commerciali e in campo agricolo.
La subordinazione del territorio all'industria si manifestò anche nel duplice incarico rivestito da Ciro Prearo, direttore amministrativo della “Dalmine”, che nella primavera 1926 fu nominato podestà dei tre comuni di Sabbio Bergamasco, Sforzatica e Mariano al Brembo. Nel gennaio del 1927 deliberò la soppressione di quegli antichi enti e l'istituzione del nuovo e unico comune di Dalmine (Regio Decreto 7 luglio 1927).
Per incarico dell'azienda l'Architetto Giovanni Greppi mise a punto un progetto urbanistico che negli anni venti e trenta diede al centro di Dalmine un'articolazione di tipo cittadino (viali, scuole, monumenti, quartieri, velodromo e piscina). Il 19 marzo 1931 venne inaugurata la nuova chiesa, anch'essa opera dell'azienda, e prese avvio la Parrocchia di S. Giuseppe. Con la crisi economica degli anni trenta la proprietà della “Dalmine” diventò pubblica, con il passaggio del pacchetto azionario della società alla Finsider (finanziaria siderurgica dell'IRI).
Nel 1944, nell'ambito della seconda guerra mondiale, la fabbrica del paese subì un bombardamento aereo operato dalle truppe alleate, che causò ben 278 morti. Questo a causa del fatto che la fabbrica stessa nel corso della guerra produceva materiale bellico anche per conto dei tedeschi.

### Il secondo dopoguerra
Negli anni cinquanta, con la ripresa produttiva, Dalmine diventò un polo di attrazione non solo per l'occupazione, ma anche per nuovi insediamenti. Il Vescovo di Bergamo mons. Bernareggi nel 1949 volle creare nella zona verso il fiume, conosciuta come “Campagna di Sforzatica”, una nuova parrocchia intitolata al Cuore Immacolato di Maria. Il parroco don G. Piazzoli nel 1957 vi fondò il quartiere Brembo e nel 1974 realizzò il museo del Presepio. Su richiesta della popolazione, Guzzanica si staccò da Stezzano e il D.P.R. del 23 gennaio 1963 sancì l'annessione al comune di Dalmine.
Tra la fine degli anni sessanta e la metà dei settanta ci furono lotte sindacali non solo per i contratti, ma anche per la difesa della salute. Il consiglio comunale più volte si pronunciò in merito alle vertenze in corso. Per circa quattro anni, dal 1976 al 1980, la provincia di Bergamo fu colpita da oltre un centinaio di atti di terrorismo. Anche a Dalmine ci furono manifestazioni di questo tipo, non solo per la partecipazione di qualche giovane a quei movimenti, ma anche perché furono progettate e realizzate azioni contro persone e cose. In particolare il 18 ottobre 1977 la caserma dei carabinieri di Dalmine fu colpita con esplosivo e armi da fuoco.
La crisi della siderurgia mondiale degli anni ottanta ebbe forti conseguenze sul piano occupazionale, con una diminuzione valutabile in migliaia di posti. L'insediamento di nuove aziende e lo sviluppo del terziario crearono però nuovi posti di lavoro.
Nel 1991 si è insediata in Dalmine la facoltà di ingegneria dell'università di Bergamo. Con il decreto del presidente della Repubblica del 24 marzo 1994 è stato attribuito a Dalmine il titolo di città, mentre nel 1999 sono stati avviati i lavori per l'insediamento del Polo tecnologico.
Nel 1996, in seguito alla privatizzazione di molte aziende pubbliche, anche la “Dalmine SpA è tornata ai privati, entrando a far parte della Techint della famiglia italo-argentina Rocca. Nel 2002 l'azienda ha cambiato denominazione in "TenarisDalmine", mentre il titolo della "Dalmine" è uscito di scena dalla Borsa di Milano il 16 luglio 2003, dove era entrato nel 1924.
Oggi Dalmine è il quarto comune della provincia per numero di abitanti, dopo Bergamo, Treviglio e Seriate.